# Бардос
Бардо́с (фр. Bardos) — коммуна во Франции, находится в регионе Новая Аквитания. Департамент — Атлантические Пиренеи. Входит в состав кантона Нив-Адур. Округ коммуны — Байонна.
Код INSEE коммуны — 64094.

## География
Коммуна расположена приблизительно в 660 км к юго-западу от Парижа, в 160 км южнее Бордо, в 70 км к западу от По.
По территории коммуны протекает река Аран.

## Климат
Климат тёплый океанический. Зима мягкая, средняя температура января — от +5°С до +13°С, температуры ниже −10 °C бывают редко. Снег выпадает около 15 дней в году с ноября по апрель. Максимальная температура летом порядка 20-30 °C, выше 35 °C бывает очень редко. Количество осадков высокое, порядка 1100 мм в год. Характерна безветренная погода, сильные ветры очень редки.

## Население
Население коммуны на 2010 год составляло 1620 человек.
| 1962 | 1968 | 1975 | 1982 | 1990 | 1999 | 2010 |
| ---- | ---- | ---- | ---- | ---- | ---- | ---- |
| 1091 | 1031 | 1005 | 1093 | 1188 | 1271 | 1620 |

## Администрация
| Период | Период | Фамилия             | Партия | Примечания |
| ------ | ------ | ------------------- | ------ | ---------- |
| 1919   | 1960   | Пьер-Луи Даместуа   |        | ветеринар  |
| 1961   | 1977   | Жан-Мишель Даместуа |        | фермер     |
| 1977   | 2008   | Пьер Лаборд         |        | учитель    |
| 2008   | 2020   | Жан-Поль Дирибарн   |        | металлург  |

## Экономика
В 2010 году среди 998 человек трудоспособного возраста (15-64 лет) 762 были экономически активными, 236 — неактивными (показатель активности — 76,4 %, в 1999 году было 70,8 %). Из 762 активных жителей работали 719 человек (379 мужчин и 340 женщин), безработных было 43 (22 мужчины и 21 женщина). Среди 236 неактивных 72 человека были учениками или студентами, 101 — пенсионерами, 63 были неактивными по другим причинам.

## Фотогалерея

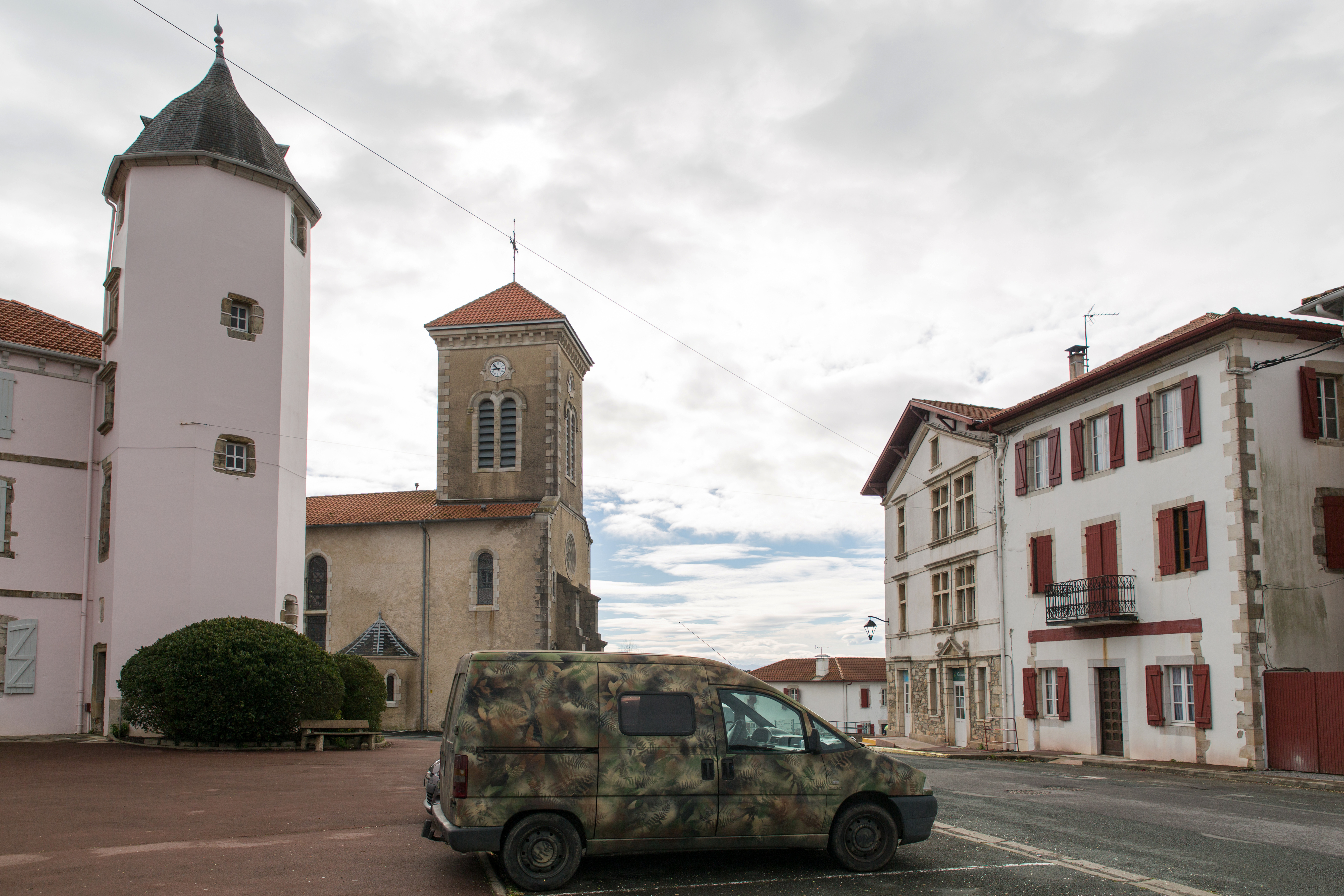
Церковь Успения Божьей Матери и замок Сальа
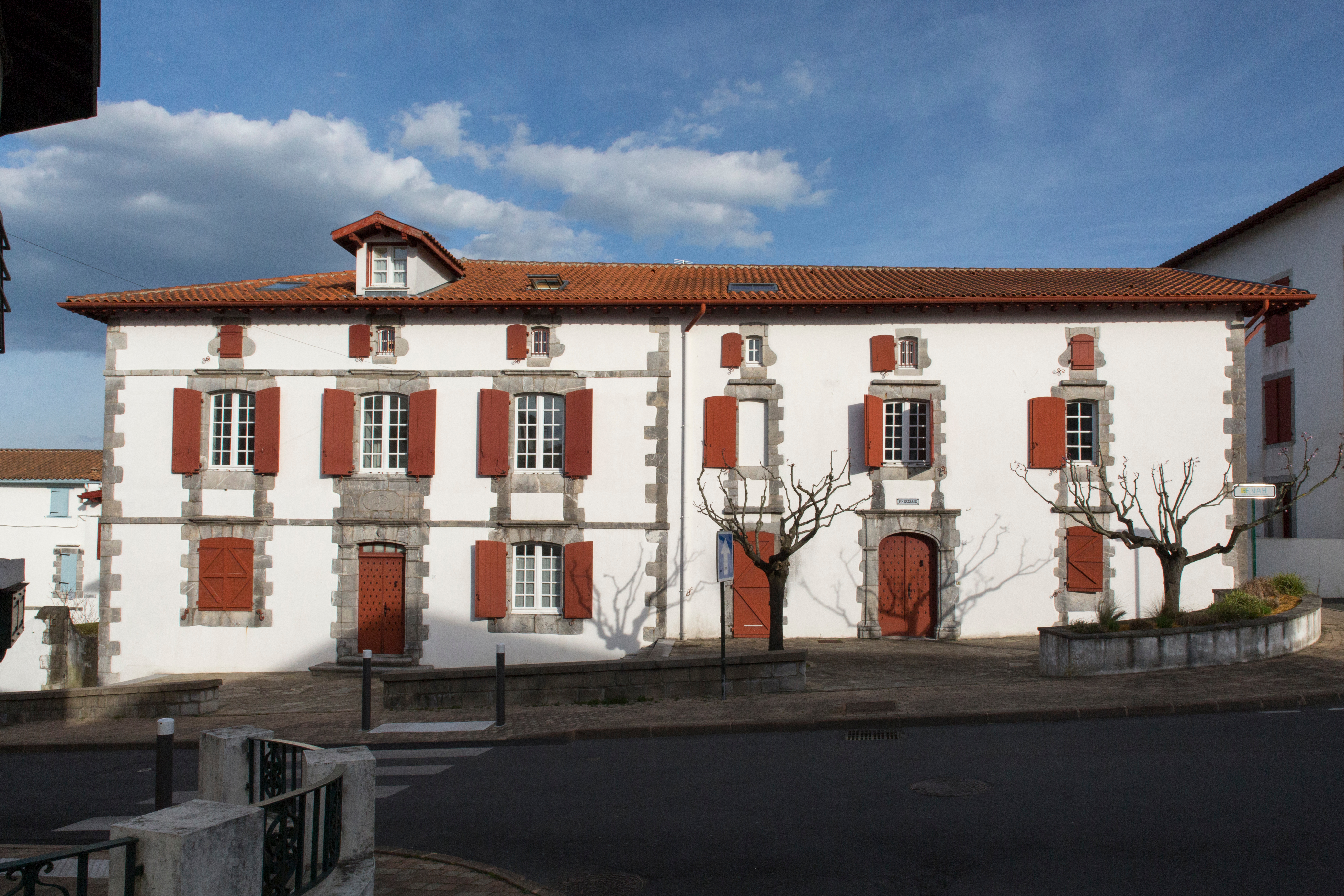
Жилой дом
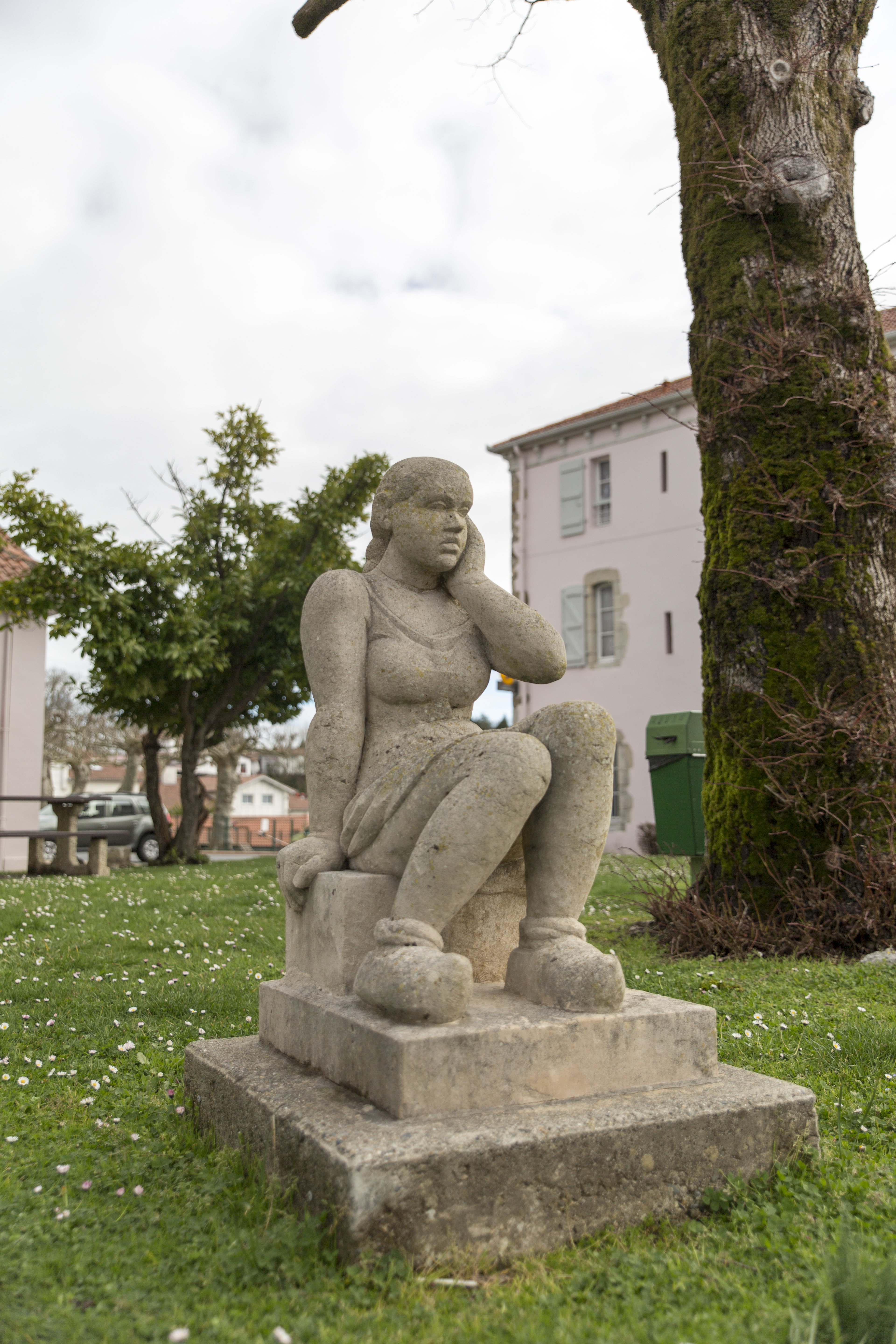
Статуя в парке
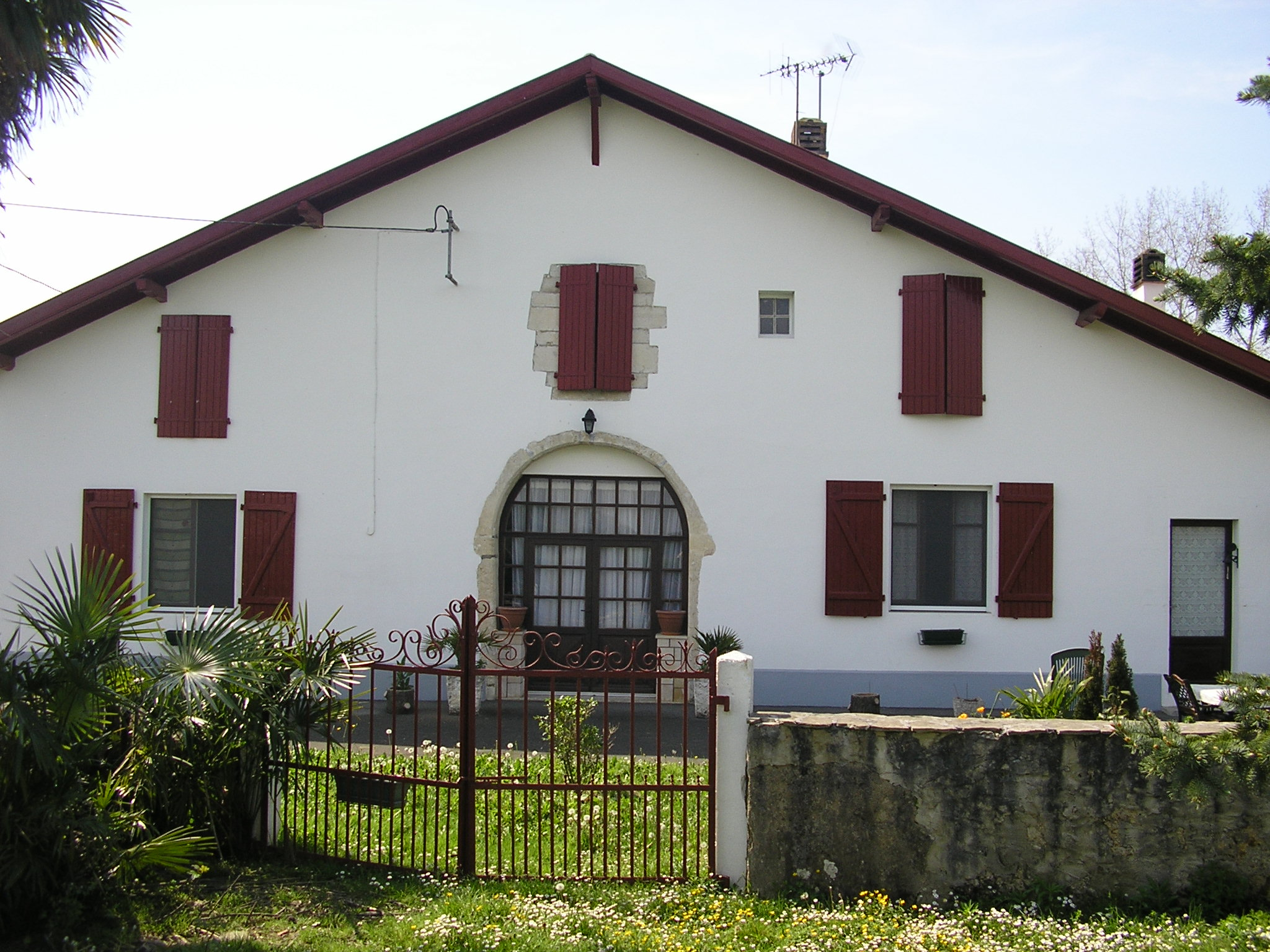
Ферма Юррюти
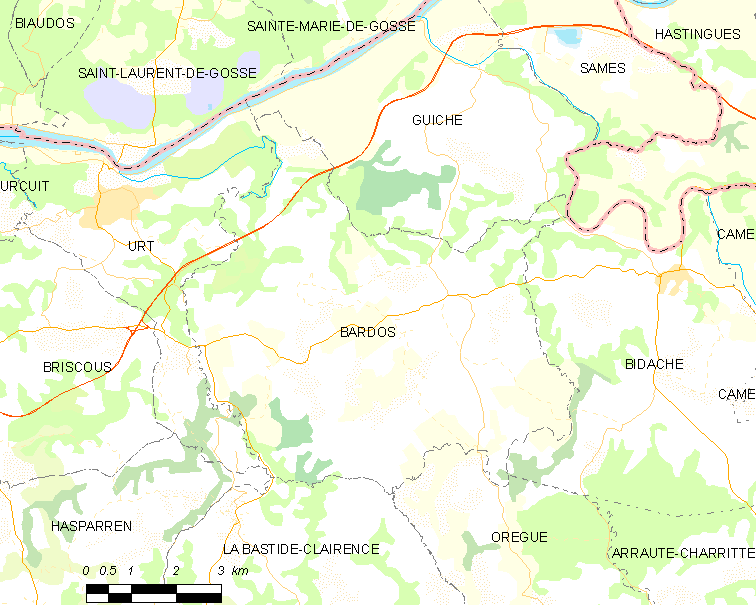
Карта коммуны